# زهرة عباد الشمس (أغنية بوست مالون وسواي لي)
«زهرة عباد الشمس (سبايدرمان: إنتو ذا سبايدر-فيرس)» (بالإنجليزية: Sunflower - Spider-Man: Into the Spider-Verse)‏، والمعروفة أكتر باسم «زهرة عباد الشمس» (بالإنجليزية: Sunflower)‏، هي أغنية أداها الرابر الأمريكي بوست مالون، والرابر الأمريكي سواي لي، وجيرمين للموسيقى التصويرية للفيلم سبايدرمان: إنتو ذا سبايدر-فيرس. تم إصدار الأغنية كأغنية منفردة 18 أكتوبر 2018. وصارت ثالث أغنية لمالون، وأول أغنية للي كمغن منفرد علي رأس بيلبورد هوت 100، وتم ترسيمها في في المراكز العشرة الأولي من اللائحة لمدة 32 أسبوعا اعتبارا من أغسطس 2019، لتصبح واحدة من الست أغاني التي حققت هذا الإنجاز، والخامسة في السنوات الأربع الماضية.

## الخلفية
أكد مالون علي مشاركته في سبايدرمان: إنتو ذا سبايدر-فيرس في 2 أكتوبر 2018 في برنامج الليلة بطولة جيمي فالون، حيث أعلن أنه كتب أغنية زهرة عباد الشمس، والتي يؤديها أيضا، وعزف مقتطفا من الأغنية. في 15 أكتوبر كشف سواي لي عن أنه سيؤدي الأغنية أيضا كفنان مشارك، وأصدر مقتطفا آخر من الأغنية. قال لي أنه «متحمس للغاية» للناس للاستماع للأغنية. في 18 أكتوبر تم إصدار أغنية «زهرة عباد الشمس» كأغنية فردية. قال سبرينغ أسبرز رئيس قسم الموسيقى والشؤون الإبداعية في سوني بيكتشرز «لقد قدم بوست وسوا أغنية بطولية وعاطفية، وهذا ما تحتاج إليه قصة سبايدرمان تماما. إنها موسيقى رائعة، ولكنها أيضا صادقة - الموسيقى التصويرية المثالية لمايلز لاكتشاف سبايدرمان داخل نفسه». أطلق سوا لي علي أغنية زهرة عباد الشمس كواحدة من تعاوناته المفضلة في عام 2018، والتي ذكرها أنها «لأنها موقع سينمائي [في سبايدرمان: إنتو ذا سبايدر-فيرس]. الشخصية الرئيسية تغني أغنية زهرة عباد الشمس وتستخدم صوتي في تهدئته في موقف معين - وكأن موسيقاي كانت علاج له».

## الفيديو الموسيقي
في 18 أكتوبر 2018 تم إصدار فيديو موسيقي للأغنية. يتكون الفيديو من لقطات للفيلم وكلمات الأغنية. في 9 يناير 2019 تم إصدار فيديو موسيقي آخر للأغنية، وهو البث المباشر. يحتوي الفيديو علي نظرة حصرية علي جلسة تسجيل الأغنية. منذ صدوره تلقي الفيديو الموسيقي أكثر من 700 مليون مشاهدة علي يوتيوب.

## الاستقبال
تلقت أغنية زهرة عباد الشمس إشادة من نقاد الموسيقى. في بيلبورد أطلق عليها جيل كوفمان «أغنية غير تقليدية حالمة» بعد الاستماع إلي معاينة للأغنية. وصفت إسرائيل دارامولا من سبين أغنية زهرة عباد الشمس بأنها «تسجيل حاذق وروحي» «سوف تجذب عشاق الأغاني الأكثر تلحينا التي أُنتجت بواسطة بوست وسوا لي، حيث يلتزمون بالتعاطف الكامل. إنها أغنية بوب قصيرة حلوة ضبابية ذات معني لفيلم أطفال أو ربما عرض إم تي في عن شباب كاليفورنيا». وصف باتريك دويل من رولينغ ستون الأغنية بأنها «شديدة الجاذبية» كـ«يوميات علاقة قوية، تمشي في الخط الفاصل بين موسيقى الـهيب هوب والـدريم بوب». سارة سلمت من بام! سماك! باو! وصفت الأغنية بأنها «أغنية لطيفة، وتفائلية، وتعطي شعور جيد».

## الأداء في اللوائح
ظهرت أغنية زهرة عباد الشمس في المرتبة التاسعة علي قائمة بيلبورد هوت 100 الأمريكية. بعد أن قضت ثلاثة أسابيع في الخمسة الأوائل، ووصلت إلي المرتبة الأولي في إصدار اللائحة بتاريخ 19 يناير 2019، حيث ارتفعت من رقم ثلاثة في الأسبوع السابق. أصبحت أغنية بوست مالون الثالثة وأول أغنية لـسواي لي كمغن منفرد علي رأس اللائحة. أغنية زهرة عباد الشمس هي أول أغنية من موسيقى تصويرية تصل إلي قمة لائحة هوت 100 منذ أغنية جاستن تمبرليك كانت ستوب ذا فييلينج! من الموسيقى التصويرية لفيلم ترولز (2016). بالإضافة إلي ذلك تعد أغنية زهرة عباد الشمس هي الأغنية الأكثر ترسيما من الموسيقى التصويرية الامتيازية لـسبايدرمان، حيث تمر أغنية بطل لـتشاد كروجر، وتضم جوسي سكوت من ألبوم الموسيقى التصويرية موسيقى من وحي الرجل العنكبوت، والتي وصلت إلي المرتبة الثالثة في عام 2002. كما تُعتبر أغنية زهرة عباد الشمس أيضا أول رقم واحد في هوت 100 بواسطة ذكران مشتركان في الفوترة يؤديان دون أي أعمال أخري مصاحبة منذ أغنية جورج مايكل وإلتون جون «لا تدع الشمس تغرب عني» (1992). نظرا للبث الكبير التي أدته أغنية بدوني لـهالزي، نزلت أغنية زهرة عباد الشمس إلي المرتبة الثانية في الأسبوع التالي. تم وضعها بشكل مستمر ضمن أعلي الخمسة خلال الأشهر الأربعة التالية، مما أدى إلي العودة إلي موقع المركز الثاني في مارس وأبريل. أمضت الأغنية حتي الآن 32 أسبوعا غير متتالي في المراكز العشرة الأولي من لائحة هوت 100. بلغت ذروتها علي قمة كاناديان هوت 100 لمدة أسبوعين متتاليين.